# Контрада Мартинели (Пиза)
Контрада Мартинели је насеље у Италији у округу Пиза, региону Тоскана.
Према процени из 2011. у насељу је живело 8 становника. Насеље се налази на надморској висини од 11 м.